# Doença de depósito lisossômico
As doenças de depósito lisossômico são um grupo de aproximadamente 40 raros distúrbios metabólicos hereditários que resultam de defeitos na função dos lisossomos.
A doença de Tay-Sachs foi o primeiro desses transtornos a ser descrito, em 1881, seguido pela doença de Gaucher em 1882 e doença de Fabry, em 1898. No final dos anos 1950 e 1960, Duve e colaboradores, utilizando técnicas de fracionamento celular, citológico estudos e análises bioquímicas, identificaram e caracterizaram os lisossomos como uma organela celular responsável pela digestão intracelular e reciclagem de macromoléculas. Esta foi a descoberta científica que possibilitou a compreensão da base fisiológica das doenças de depósito lisossômico.